# Włodzimierz (Samochin)
Włodzimierz, imię świeckie Michaił Wiktorowicz Samochin (ur. 18 listopada 1979 w Skopinie) – rosyjski biskup prawosławny.

## Życiorys
Urodził się w rodzinie urzędniczej. W 1995 ukończył szkołę średnią nr 2 w Skopinie. Przez dwa lata uczył się w szkole duchownej w Riazaniu, następnie przeniósł się do seminarium duchownego w Kałudze i ukończył je w 1999. W latach 1999–2003 był studentem Petersburskiej Akademii Duchownej. Pracę końcową, poświęconą jezuitom, obronił w 2005. Od 2003 był wykładowcą szkoły duchownej w Riazaniu (przekształconej następnie w seminarium duchowne), gdzie prowadził zajęcia z historii Kościoła prawosławnego oraz Patriarchatu Moskiewskiego. W latach 2003–2004 był również ekonomem seminarium w Riazaniu.
7 listopada 2004 w soborze Narodzenia Pańskiego w Riazaniu został wyświęcony na diakona przez biskupa riazańskiego i kasimowskiego Pawła. 15 lutego 2005 ten sam hierarcha udzielił mu święceń kapłańskich. W marcu 2005 mianowany prorektorem seminarium duchownego w Riazaniu. Od 2006 kierował placówką filialną monasteru Przemienienia Pańskiego w Riazaniu działającą przy szpitalu klinicznym im. N. Siemaszki w tym samym mieście. W 2010 został dziekanem I dekanatu skopińskiego oraz proboszczem parafii przy cerkwi św. Mikołaja w Skopinie. W tym samym roku otrzymał godność protoprezbitera.
20 lipca 2011 został posłusznikiem w monasterze Przemienienia Pańskiego w Riazaniu. Już trzy dni później złożył wieczyste śluby mnisze przed arcybiskupem riazańskim Pawłem, przyjmując imię Włodzimierz na cześć świętego księcia Włodzimierza. W sierpniu 2011 został p.o. przełożonego monasteru w Riazaniu.
6 października 2011 Święty Synod Rosyjskiego Kościoła Prawosławnego nominował go na pierwszego ordynariusza nowo powstałej eparchii skopińskiej i szackiej. W związku z tym 9 października został podniesiony do godności archimandryty. Chirotonia biskupia odbyła się 2 grudnia 2011 w soborze Chrystusa Zbawiciela w Moskwie, z udziałem konsekratorów: patriarchy moskiewskiego i całej Rusi Cyryla, metropolici sarański i mordowski Warsonofiusz, wołokołamski Hilarion, riazański i michajłowski Paweł, arcybiskupi istriński Arseniusz, kurgański i szadryński Konstantyn, jegoriewski Marek, biskupi dmitrowski Aleksander, krasnogorski Irynarch, sołniecznogorski Sergiusz, podolski Tichon oraz woskriesienski Sawa.
W 2014 został przeniesiony na katedrę czycką i krasnokamieńską. Po utworzeniu 25 grudnia 2014 metropolii zabajkalskiej, został jej zwierzchnikiem. 1 lutego 2015 został podniesiony do godności metropolity. W 2016 przeniesiony na katedrę chabarowską; stanął na czele metropolii nadamurskiej. W 2018 r. został przeniesiony na katedrę władywostocką i nadmorską.
W 2024 r. Święty Synod Rosyjskiego Kościoła Prawosławnego mianował go metropolitą donieckim i mariupolskim.